# Mark Weigel
Mark Weigel (* 27. August 1969 in Ludwigshafen) ist ein deutscher Schauspieler. Sein Schwerpunkt liegt im Bereich Theater, Musical und Comedy. Einem breiteren Publikum wurde er durch Auftritte in der RTL-Serie RTL Samstag Nacht bekannt.

## Leben und Wirken
Seine ersten Erfahrungen als Schauspieler machte er mit sechzehn Jahren am Theater in Mannheim. Nach dem Abitur folgte ein Schauspielstudium in Essen an der renommierten Folkwang Universität der Künste im Bereich Theater. Es folgten seitdem zahlreiche Engagements an verschiedenen Bühnen in ganz Deutschland, wo er als Theaterschauspieler und Musicaldarsteller eingesetzt wurde. So war er in Neuss, Oberhausen, Heidelberg, Meiningen, Essen, Münster, Krefeld, Bonn, Hamburg, Worms und Recklinghausen im Einsatz. Auch mit Lesungen ist er aktiv, so seit etwa 2001 zusammen mit Ute Maria Lerner in der szenischen Lesung Ruhe gibt es nicht bis zum Schluss – Auf den Spuren von Erika und Klaus Mann, die bundesweit aufgeführt wird.
Der Schauspieler kann auch auf Auftritte im Fernsehen und in Filmen verweisen, wo er zumeist im komischen Fach tätig ist. 
Zwischen 1997 und 1998 spielte er in der fünften Staffel der Comedy-Serie RTL Samstag Nacht mit, wo er in gut dreißig Folgen zu sehen war und auch die News mit Esther Schweins vortrug.
Ab 2014 spielte er eine der Hauptrollen in dem Musical Das Wunder von Bern, in dem er den Fußballer Fritz Walter verkörperte.

## Rollen im Theater und Musical (Auswahl)
- Sid in Sid & Nancy von Ben Becker (Theater)
- Baldack in Eduard II, nach Bertolt Brecht (Theater)
- Fritz Walter im Musical Das Wunder von Bern (Musical)
- Pontius Pilatus in Jesus Christ Superstar (Musical)
- Georges in Ein Käfig voller Narren (Musical)
- Schneider Mottel in Anatevka (Musical)
- Ari Leschnikoff in Die Comedian Harmonists (Musical)
- Johann Kesselhuth in Drei Männer im Schnee (Operette)
- Männlicher Orlando in Das Orlando-Projekt (Theater)
- Ernst Walsken in Warten auf die Freiheit (Theater)
- Wilbur Turnblad in Hairspray (Theater Bonn/Spielzeit 2024/2025)

## Filmografie
- RTL Samstag Nacht (1997–1998), Nachrichtensprecher
- Kein Science Fiction (Spielfilm), 2003
- Die Sport ist Mord Show (Comedy, ZDF), 2001
- Gastauftritte in Serien wie Das Amt, Sterne des Südens und Der König

| Personendaten    | Personendaten             |
| ---------------- | ------------------------- |
| NAME             | Weigel, Mark              |
| KURZBESCHREIBUNG | deutscher Schauspieler    |
| GEBURTSDATUM     | 27. August 1969           |
| GEBURTSORT       | Ludwigshafen, Deutschland |